# وينديل سكوت
وينديل سكوت (بالإنجليزية: Wendell Scott) هو سائق سيارة سباق أمريكي، ولد في 29 أغسطس 1921 في دانفيل في الولايات المتحدة، وتوفي بنفس المكان في 23 ديسمبر 1990.

## وصلات خارجية
- وينديل سكوت على موقع Racing-Reference.info (الإنجليزية)
- وينديل سكوت على موقع قاعة فرجينيا للمشاهير الرياضية (الإنجليزية)